# كريس جونز
كريس جونز (بالإنجليزية: Chris Jones)‏ (و. 1954 – م) هو مطور ألعاب فيديو، ومهندس، وممثل، ورجل أعمال، من الولايات المتحدة الأمريكية.

## وصلات خارجية
- كريس جونز على موقع IMDb (الإنجليزية)
- كريس جونز على موقع ميوزك برينز (الإنجليزية)
- كريس جونز على موقع قاعدة بيانات الفيلم (الإنجليزية)